# Calloconophora pinguis
Calloconophora pinguis är en insektsart som beskrevs av Fowler. Calloconophora pinguis ingår i släktet Calloconophora och familjen hornstritar. Inga underarter finns listade i Catalogue of Life.